# Streptoprocne
Streptoprocne is een geslacht van vogels uit de familie gierzwaluwen (Apodidae).

## Soorten
Het geslacht kent de volgende soorten:
- Streptoprocne biscutata  – Witschildgierzwaluw
- Streptoprocne phelpsi  – Tepuigierzwaluw
- Streptoprocne rutila  – Bruinkraaggierzwaluw
- Streptoprocne semicollaris  – Witnekgierzwaluw
- Streptoprocne zonaris  – Witkraaggierzwaluw